# Erik Brakstad
Erik Brakstad (Molde, 19 aprile 1951) è un allenatore di calcio ed ex calciatore norvegese, di ruolo difensore.

## Biografia
È il fratello di Torkild Brakstad.

## Carriera

### Giocatore

#### Club
Brakstad giocò con le maglie di Molde e Træff, in due distinti periodi con entrambi i club. Fu infatti un calciatore del Molde prima dal 1968 al 1976 e poi dal 1978 al 1979, mentre del Træff nel 1977 e a partire dal 1980.

### Allenatore
Ricoprì la posizione di allenatore-giocatore già nel 1977, quando era in forza al Træff. Fu poi tecnico del Molde, del Bryne, del Moss, del Kristiansund e dello Hødd, prima di tornare ancora al Træff, formazione che allenò in diversi periodi.